# Grenze zwischen Tschechien und Österreich
Die Grenze zwischen Österreich und Tschechien hat eine Länge von 466,1 Kilometern.
In der Zeit des Kalten Kriegs war die Grenze Teil des Eisernen Vorhangs und dementsprechend streng bewacht. 

## Gemeinden an der Staatsgrenze (von West nach Ost)

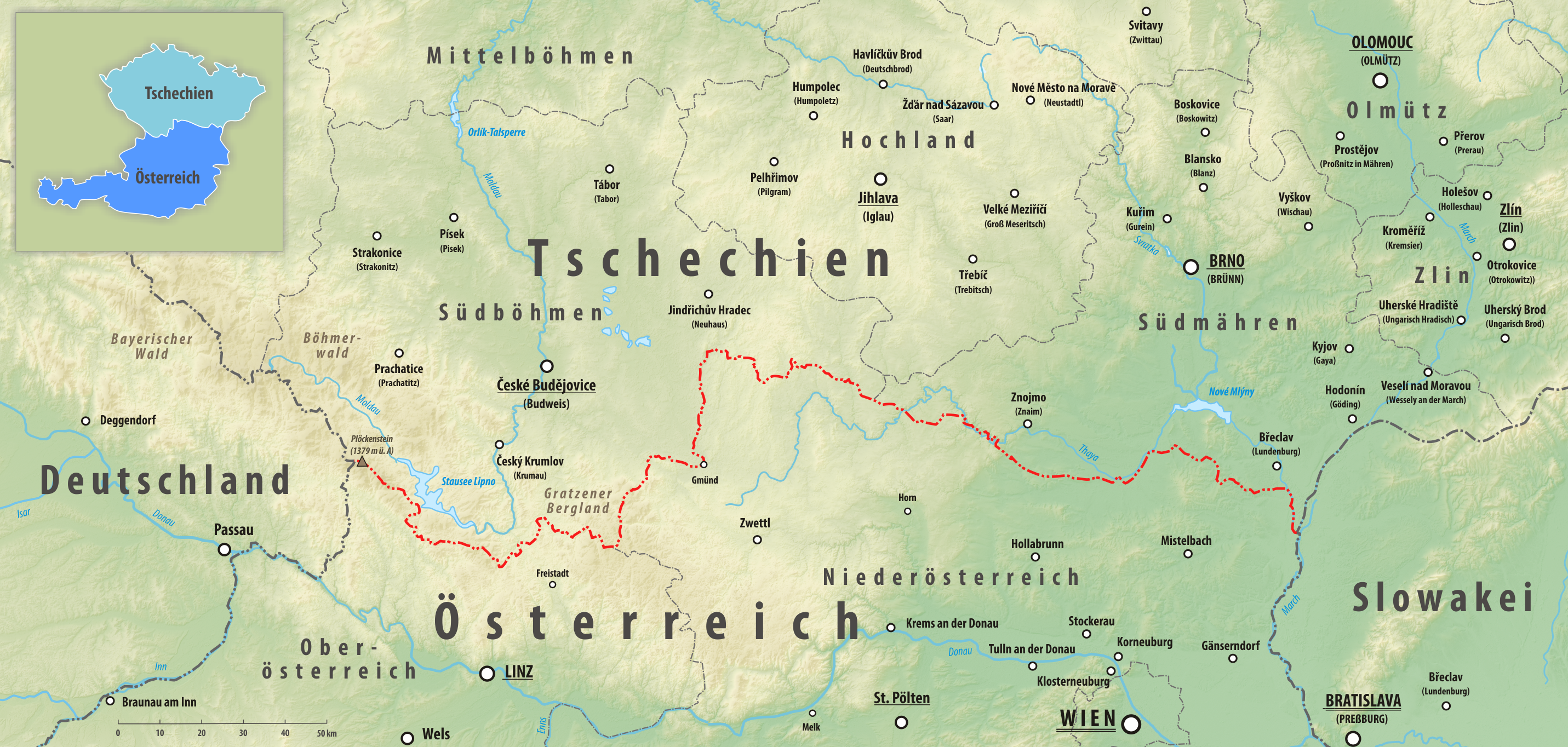
Grenzverlauf Österreich-Tschechien

| Ö S T E R R E I C H | Ö S T E R R E I C H    | Ö S T E R R E I C H                    | Ö S T E R R E I C H         | Ö S T E R R E I C H      |                                   | T S C H E C H I E N      | T S C H E C H I E N         | T S C H E C H I E N          | T S C H E C H I E N     | T S C H E C H I E N   |
| Bundesland          | Bezirk                 |                                        | Gemeinde                    | Grenz- übertritt         |                                   | Grenz- übertritt         |                             | Gemeinde                     | Okres (Bezirk)          | Kraj (Region)         |
| ------------------- | ---------------------- | -------------------------------------- | --------------------------- | ------------------------ | --------------------------------- | ------------------------ | --------------------------- | ---------------------------- | ----------------------- | --------------------- |
| Deutschland         |                        |                                        |                             |                          |                                   |                          |                             |                              |                         |                       |
| Oberösterreich      | Rohrbach               |                                        | Schwarzenberg am Böhmerwald |                          | B ö h m e r w a l d               |                          |                             | Nová Pec (Neuofen)           | Prachatice (Prachatitz) | Jihočeský (Südböhmen) |
| Oberösterreich      | Rohrbach               | Klaffer am Hochficht                   |                             |                          | B ö h m e r w a l d               |                          |                             | Nová Pec (Neuofen)           | Prachatice (Prachatitz) | Jihočeský (Südböhmen) |
| Oberösterreich      | Rohrbach               |                                        |                             | Horní Planá (Oberplan)   | B ö h m e r w a l d               | Český Krumlov (Krumau)   |                             |                              |                         | Jihočeský (Südböhmen) |
| Oberösterreich      | Rohrbach               | Ulrichsberg                            |                             | Horní Planá (Oberplan)   | B ö h m e r w a l d               | Český Krumlov (Krumau)   |                             |                              |                         | Jihočeský (Südböhmen) |
| Oberösterreich      | Rohrbach               | Aigen-Schlägl                          |                             | Horní Planá (Oberplan)   | B ö h m e r w a l d               | Český Krumlov (Krumau)   |                             |                              |                         | Jihočeský (Südböhmen) |
| Oberösterreich      | Rohrbach               | Černá v Pošumaví (Schwarzbach)         |                             |                          | B ö h m e r w a l d               | Český Krumlov (Krumau)   |                             |                              |                         | Jihočeský (Südböhmen) |
| Oberösterreich      | Rohrbach               | Frymburk nad Vltavou (Friedberg)       |                             |                          | B ö h m e r w a l d               | Český Krumlov (Krumau)   |                             |                              |                         | Jihočeský (Südböhmen) |
| Oberösterreich      | Rohrbach               | Přední Výtoň (Vorder Heuraffl)         |                             |                          | B ö h m e r w a l d               | Český Krumlov (Krumau)   |                             |                              |                         | Jihočeský (Südböhmen) |
| Oberösterreich      | Rohrbach               | St. Oswald bei Haslach                 |                             |                          | B ö h m e r w a l d               | Český Krumlov (Krumau)   |                             |                              |                         | Jihočeský (Südböhmen) |
| Oberösterreich      | Rohrbach               | Lichtenau im Mühlkreis                 |                             |                          | B ö h m e r w a l d               | Český Krumlov (Krumau)   |                             |                              |                         | Jihočeský (Südböhmen) |
| Oberösterreich      | Rohrbach               | St. Stefan-Afiesl                      |                             |                          | B ö h m e r w a l d               | Český Krumlov (Krumau)   |                             |                              |                         | Jihočeský (Südböhmen) |
| Oberösterreich      | Urfahr-Umgebung        |                                        | Vorderweißenbach            |                          | B ö h m e r w a l d               | Český Krumlov (Krumau)   |                             |                              |                         | Jihočeský (Südböhmen) |
| Oberösterreich      | Urfahr-Umgebung        | Loučovice (Kienberg)                   | Vorderweißenbach            |                          | B ö h m e r w a l d               | Český Krumlov (Krumau)   |                             |                              |                         | Jihočeský (Südböhmen) |
| Oberösterreich      | Urfahr-Umgebung        | Bad Leonfelden                         |                             |                          | B ö h m e r w a l d               | Český Krumlov (Krumau)   |                             |                              |                         | Jihočeský (Südböhmen) |
| Oberösterreich      | Urfahr-Umgebung        | Vyšší Brod (Hohenfurth)                |                             |                          | B ö h m e r w a l d               | Český Krumlov (Krumau)   |                             |                              |                         | Jihočeský (Südböhmen) |
| Oberösterreich      | Urfahr-Umgebung        | Schenkenfelden                         |                             |                          | B ö h m e r w a l d               | Český Krumlov (Krumau)   |                             |                              |                         | Jihočeský (Südböhmen) |
| Oberösterreich      | Urfahr-Umgebung        | Reichenthal                            |                             |                          | B ö h m e r w a l d               | Český Krumlov (Krumau)   |                             |                              |                         | Jihočeský (Südböhmen) |
| Oberösterreich      | Freistadt              |                                        | Rainbach im Mühlkreis       |                          | B ö h m e r w a l d               | Český Krumlov (Krumau)   |                             |                              |                         | Jihočeský (Südböhmen) |
| Oberösterreich      | Freistadt              | Horní Dvořiště (Oberhaid)              | Rainbach im Mühlkreis       |                          | B ö h m e r w a l d               | Český Krumlov (Krumau)   |                             |                              |                         | Jihočeský (Südböhmen) |
| Oberösterreich      | Freistadt              | Leopoldschlag                          |                             |                          | B ö h m e r w a l d               | Český Krumlov (Krumau)   |                             |                              |                         | Jihočeský (Südböhmen) |
| Oberösterreich      | Freistadt              | Dolní Dvořiště (Unterhaid)             |                             |                          | B ö h m e r w a l d               | Český Krumlov (Krumau)   |                             |                              |                         | Jihočeský (Südböhmen) |
| Oberösterreich      | Freistadt              | M a l t s c h                          |                             |                          |                                   | Český Krumlov (Krumau)   |                             |                              |                         | Jihočeský (Südböhmen) |
| Oberösterreich      | Freistadt              | Windhaag bei Freistadt                 |                             |                          |                                   | Český Krumlov (Krumau)   |                             |                              |                         | Jihočeský (Südböhmen) |
| Oberösterreich      | Freistadt              | Pohorská Ves (Theresiendorf)           |                             |                          |                                   | Český Krumlov (Krumau)   |                             |                              |                         | Jihočeský (Südböhmen) |
| Oberösterreich      | Freistadt              | Sandl                                  |                             |                          |                                   | Český Krumlov (Krumau)   |                             |                              |                         | Jihočeský (Südböhmen) |
| Oberösterreich      | Freistadt              |                                        |                             |                          |                                   | Český Krumlov (Krumau)   |                             |                              |                         | Jihočeský (Südböhmen) |
| Niederösterreich    | Gmünd                  |                                        | Bad Großpertholz            |                          |                                   | Český Krumlov (Krumau)   |                             |                              |                         | Jihočeský (Südböhmen) |
| Niederösterreich    | Gmünd                  | St. Martin                             |                             |                          |                                   | Český Krumlov (Krumau)   |                             |                              |                         | Jihočeský (Südböhmen) |
| Niederösterreich    | Gmünd                  |                                        | Moorbad Harbach             |                          |                                   |                          | Horní Stropnice (Strobnitz) | České Budějovice (Budweis)   |                         | Jihočeský (Südböhmen) |
| Niederösterreich    | Gmünd                  | Nové Hrady (Gratzen)                   | Moorbad Harbach             |                          |                                   |                          |                             | České Budějovice (Budweis)   |                         | Jihočeský (Südböhmen) |
| Niederösterreich    | Gmünd                  | Unserfrau-Altweitra                    |                             |                          |                                   |                          |                             | České Budějovice (Budweis)   |                         | Jihočeský (Südböhmen) |
| Niederösterreich    | Gmünd                  | Großdietmanns                          |                             |                          |                                   |                          |                             | České Budějovice (Budweis)   |                         | Jihočeský (Südböhmen) |
| Niederösterreich    | Gmünd                  |                                        |                             | České Velenice (Gratzen) | Jindřichův Hradec (Gmünd-Bahnhof) |                          |                             |                              |                         | Jihočeský (Südböhmen) |
| Niederösterreich    | Gmünd                  | Gmünd                                  |                             | České Velenice (Gratzen) | Jindřichův Hradec (Gmünd-Bahnhof) |                          |                             |                              |                         | Jihočeský (Südböhmen) |
| Niederösterreich    | Gmünd                  | Nová Ves nad Lužnicí (Erdweis)         |                             |                          | Jindřichův Hradec (Gmünd-Bahnhof) |                          |                             |                              |                         | Jihočeský (Südböhmen) |
| Niederösterreich    | Gmünd                  | Brand-Nagelberg                        |                             |                          | Jindřichův Hradec (Gmünd-Bahnhof) |                          |                             |                              |                         | Jihočeský (Südböhmen) |
| Niederösterreich    | Gmünd                  | Rapšach (Rottenschachen)               |                             |                          | Jindřichův Hradec (Gmünd-Bahnhof) |                          |                             |                              |                         | Jihočeský (Südböhmen) |
| Niederösterreich    | Gmünd                  | Litschau                               |                             |                          | Jindřichův Hradec (Gmünd-Bahnhof) |                          |                             |                              |                         | Jihočeský (Südböhmen) |
| Niederösterreich    | Gmünd                  | Staňkov u Třeboně (Stankau)            |                             |                          | Jindřichův Hradec (Gmünd-Bahnhof) |                          |                             |                              |                         | Jihočeský (Südböhmen) |
| Niederösterreich    | Gmünd                  | Haugschlag                             |                             |                          | Jindřichův Hradec (Gmünd-Bahnhof) |                          |                             |                              |                         | Jihočeský (Südböhmen) |
| Niederösterreich    | Gmünd                  | Nová Bystřice (Neubistritz)            |                             |                          | Jindřichův Hradec (Gmünd-Bahnhof) |                          |                             |                              |                         | Jihočeský (Südböhmen) |
| Niederösterreich    | Gmünd                  | Reingers                               |                             |                          | Jindřichův Hradec (Gmünd-Bahnhof) |                          |                             |                              |                         | Jihočeský (Südböhmen) |
| Niederösterreich    | Gmünd                  | Staré Město pod Landštejnem (Altstadt) |                             |                          | Jindřichův Hradec (Gmünd-Bahnhof) |                          |                             |                              |                         | Jihočeský (Südböhmen) |
| Niederösterreich    | Gmünd                  | Eggern                                 |                             |                          | Jindřichův Hradec (Gmünd-Bahnhof) |                          |                             |                              |                         | Jihočeský (Südböhmen) |
| Niederösterreich    | Waidhofen an der Thaya |                                        | Kautzen                     |                          | Jindřichův Hradec (Gmünd-Bahnhof) |                          |                             |                              |                         | Jihočeský (Südböhmen) |
| Niederösterreich    | Waidhofen an der Thaya | Dobersberg                             |                             |                          | Jindřichův Hradec (Gmünd-Bahnhof) |                          |                             |                              |                         | Jihočeský (Südböhmen) |
| Niederösterreich    | Waidhofen an der Thaya | Slavonice (Zlabings)                   |                             |                          | Jindřichův Hradec (Gmünd-Bahnhof) |                          |                             |                              |                         | Jihočeský (Südböhmen) |
| Niederösterreich    | Waidhofen an der Thaya | Waldkirchen an der Thaya               |                             |                          | Jindřichův Hradec (Gmünd-Bahnhof) |                          |                             |                              |                         | Jihočeský (Südböhmen) |
| Niederösterreich    | Waidhofen an der Thaya | Písečné u Slavonic (Piesling)          |                             |                          | Jindřichův Hradec (Gmünd-Bahnhof) |                          |                             |                              |                         | Jihočeský (Südböhmen) |
| Niederösterreich    | Waidhofen an der Thaya | Raabs an der Thaya                     |                             |                          | Jindřichův Hradec (Gmünd-Bahnhof) |                          |                             |                              |                         | Jihočeský (Südböhmen) |
| Niederösterreich    | Waidhofen an der Thaya | Županovice u Dešné (Zoppanz)           |                             |                          | Jindřichův Hradec (Gmünd-Bahnhof) |                          |                             |                              |                         | Jihočeský (Südböhmen) |
| Niederösterreich    | Waidhofen an der Thaya | Dešná u Dačic (Döschen)                |                             |                          | Jindřichův Hradec (Gmünd-Bahnhof) |                          |                             |                              |                         | Jihočeský (Südböhmen) |
| Niederösterreich    | Waidhofen an der Thaya |                                        |                             | Vratěnín (Neuofen)       | Znojmo (Znaim)                    | Jihomoravský (Südmähren) |                             |                              |                         |                       |
| Niederösterreich    | Horn                   |                                        | Drosendorf-Zissersdorf      | Vratěnín (Neuofen)       | Znojmo (Znaim)                    | Jihomoravský (Südmähren) |                             |                              |                         |                       |
| Niederösterreich    | Horn                   | Stálky (Stallek)                       | Drosendorf-Zissersdorf      |                          | Znojmo (Znaim)                    | Jihomoravský (Südmähren) |                             |                              |                         |                       |
| Niederösterreich    | Horn                   | Langau                                 |                             |                          | Znojmo (Znaim)                    | Jihomoravský (Südmähren) |                             |                              |                         |                       |
| Niederösterreich    | Horn                   | Šafov (Schaffa)                        |                             |                          | Znojmo (Znaim)                    | Jihomoravský (Südmähren) |                             |                              |                         |                       |
| Niederösterreich    | Hollabrunn             |                                        | Hardegg                     |                          | Znojmo (Znaim)                    | Jihomoravský (Südmähren) |                             |                              |                         |                       |
| Niederösterreich    | Hollabrunn             | Podmyče (Pomitsch)                     | Hardegg                     |                          | Znojmo (Znaim)                    | Jihomoravský (Südmähren) |                             |                              |                         |                       |
| Niederösterreich    | Hollabrunn             | Vranov nad Dyjí (Frain an der Thaya)   | Hardegg                     |                          | Znojmo (Znaim)                    | Jihomoravský (Südmähren) |                             |                              |                         |                       |
| Niederösterreich    | Hollabrunn             | T h a y a                              | Hardegg                     |                          | Znojmo (Znaim)                    | Jihomoravský (Südmähren) |                             | Horní Břečkov (Oberfröschau) |                         |                       |
| Niederösterreich    | Hollabrunn             | T h a y a                              | Hardegg                     | Lukov nad Dyjí (Luggau)  | Znojmo (Znaim)                    | Jihomoravský (Südmähren) |                             |                              |                         |                       |
| Niederösterreich    | Hollabrunn             | T h a y a                              | Hardegg                     | Podmolí (Baumöhl)        | Znojmo (Znaim)                    | Jihomoravský (Südmähren) |                             |                              |                         |                       |
| Niederösterreich    | Hollabrunn             |                                        | Hardegg                     | Hnanice (Gnadlersdorf)   | Znojmo (Znaim)                    | Jihomoravský (Südmähren) |                             |                              |                         |                       |
| Niederösterreich    | Hollabrunn             | Retzbach                               |                             |                          | Znojmo (Znaim)                    | Jihomoravský (Südmähren) |                             |                              |                         |                       |
| Niederösterreich    | Hollabrunn             | Šatov (Schattau)                       |                             |                          | Znojmo (Znaim)                    | Jihomoravský (Südmähren) |                             |                              |                         |                       |
| Niederösterreich    | Hollabrunn             | Chvalovice (Kallendorf)                |                             |                          | Znojmo (Znaim)                    | Jihomoravský (Südmähren) |                             |                              |                         |                       |
| Niederösterreich    | Hollabrunn             | Haugsdorf                              |                             |                          | Znojmo (Znaim)                    | Jihomoravský (Südmähren) |                             |                              |                         |                       |
| Niederösterreich    | Hollabrunn             | Dyjákovičky (Klein Tajax)              |                             |                          | Znojmo (Znaim)                    | Jihomoravský (Südmähren) |                             |                              |                         |                       |
| Niederösterreich    | Hollabrunn             | Alberndorf im Pulkautal                |                             |                          | Znojmo (Znaim)                    | Jihomoravský (Südmähren) |                             |                              |                         |                       |
| Niederösterreich    | Hollabrunn             | Hadres                                 |                             |                          | Znojmo (Znaim)                    | Jihomoravský (Südmähren) |                             |                              |                         |                       |
| Niederösterreich    | Hollabrunn             | Vrbovec (Urbau)                        |                             |                          | Znojmo (Znaim)                    | Jihomoravský (Südmähren) |                             |                              |                         |                       |
| Niederösterreich    | Hollabrunn             | Strachotice (Rausenbruck)              |                             |                          | Znojmo (Znaim)                    | Jihomoravský (Südmähren) |                             |                              |                         |                       |
| Niederösterreich    | Hollabrunn             | Slup (Zulb)                            |                             |                          | Znojmo (Znaim)                    | Jihomoravský (Südmähren) |                             |                              |                         |                       |
| Niederösterreich    | Hollabrunn             | Seefeld-Kadolz                         |                             |                          | Znojmo (Znaim)                    | Jihomoravský (Südmähren) |                             |                              |                         |                       |
| Niederösterreich    | Hollabrunn             | Jaroslavice (Joslowitz)                |                             |                          | Znojmo (Znaim)                    | Jihomoravský (Südmähren) |                             |                              |                         |                       |
| Niederösterreich    | Mistelbach             |                                        | Großharras                  |                          | Znojmo (Znaim)                    | Jihomoravský (Südmähren) |                             |                              |                         |                       |
| Niederösterreich    | Mistelbach             | Hrádek u Znojma (Erdberg)              | Großharras                  |                          | Znojmo (Znaim)                    | Jihomoravský (Südmähren) |                             |                              |                         |                       |
| Niederösterreich    | Mistelbach             | Laa an der Thaya                       |                             |                          | Znojmo (Znaim)                    | Jihomoravský (Südmähren) |                             |                              |                         |                       |
| Niederösterreich    | Mistelbach             | Dyjákovice (Groß Tajax)                |                             |                          | Znojmo (Znaim)                    | Jihomoravský (Südmähren) |                             |                              |                         |                       |
| Niederösterreich    | Mistelbach             | Hevlín (Höflein)                       |                             |                          | Znojmo (Znaim)                    | Jihomoravský (Südmähren) |                             |                              |                         |                       |
| Niederösterreich    | Mistelbach             | Hrabětice (Grafendorf)                 |                             |                          | Znojmo (Znaim)                    | Jihomoravský (Südmähren) |                             |                              |                         |                       |
| Niederösterreich    | Mistelbach             | Neudorf im Weinviertel                 |                             |                          | Znojmo (Znaim)                    | Jihomoravský (Südmähren) |                             |                              |                         |                       |
| Niederösterreich    | Mistelbach             | Wildendürnbach                         |                             |                          | Znojmo (Znaim)                    | Jihomoravský (Südmähren) |                             |                              |                         |                       |
| Niederösterreich    | Mistelbach             | Hrušovany nad Jevišovkou (Grusbach)    |                             |                          | Znojmo (Znaim)                    | Jihomoravský (Südmähren) |                             |                              |                         |                       |
| Niederösterreich    | Mistelbach             |                                        |                             | Nový Přerov (Neuprerau)  | Břeclav (Lundenburg)              | Jihomoravský (Südmähren) |                             |                              |                         |                       |
| Niederösterreich    | Mistelbach             | Dobré Pole (Guttenfeld)                |                             |                          | Břeclav (Lundenburg)              | Jihomoravský (Südmähren) |                             |                              |                         |                       |
| Niederösterreich    | Mistelbach             | Ottenthal                              |                             |                          | Břeclav (Lundenburg)              | Jihomoravský (Südmähren) |                             |                              |                         |                       |
| Niederösterreich    | Mistelbach             | Březí u Mikulova (Bratelsbrunn)        |                             |                          | Břeclav (Lundenburg)              | Jihomoravský (Südmähren) |                             |                              |                         |                       |
| Niederösterreich    | Mistelbach             | Mikulov (Nikolsburg)                   |                             |                          | Břeclav (Lundenburg)              | Jihomoravský (Südmähren) |                             |                              |                         |                       |
| Niederösterreich    | Mistelbach             | Drasenhofen                            |                             |                          | Břeclav (Lundenburg)              | Jihomoravský (Südmähren) |                             |                              |                         |                       |
| Niederösterreich    | Mistelbach             | Sedlec u Mikulova (Voitelsbrunn)       |                             |                          | Břeclav (Lundenburg)              | Jihomoravský (Südmähren) |                             |                              |                         |                       |
| Niederösterreich    | Mistelbach             | Valtice (Feldsberg)                    |                             |                          | Břeclav (Lundenburg)              | Jihomoravský (Südmähren) |                             |                              |                         |                       |
| Niederösterreich    | Mistelbach             | Herrnbaumgarten                        |                             |                          | Břeclav (Lundenburg)              | Jihomoravský (Südmähren) |                             |                              |                         |                       |
| Niederösterreich    | Mistelbach             | Schrattenberg                          |                             |                          | Břeclav (Lundenburg)              | Jihomoravský (Südmähren) |                             |                              |                         |                       |
| Niederösterreich    | Mistelbach             | Bernhardsthal                          |                             |                          | Břeclav (Lundenburg)              | Jihomoravský (Südmähren) |                             |                              |                         |                       |
| Niederösterreich    | Mistelbach             | Břeclav (Lundenburg)                   |                             |                          | Břeclav (Lundenburg)              | Jihomoravský (Südmähren) |                             |                              |                         |                       |
| Niederösterreich    | Mistelbach             | T h a y a                              |                             |                          | Břeclav (Lundenburg)              | Jihomoravský (Südmähren) |                             |                              |                         |                       |
| Niederösterreich    | Mistelbach             | Rabensburg                             |                             |                          | Břeclav (Lundenburg)              | Jihomoravský (Südmähren) |                             |                              |                         |                       |
| Niederösterreich    | Mistelbach             | Lanžhot (Landshut in Mähren)           |                             |                          | Břeclav (Lundenburg)              | Jihomoravský (Südmähren) |                             |                              |                         |                       |
| Niederösterreich    | Gänserndorf            |                                        | Hohenau an der March        |                          | Břeclav (Lundenburg)              | Jihomoravský (Südmähren) |                             |                              |                         |                       |
| Slowakei            |                        |                                        |                             |                          |                                   |                          |                             |                              |                         |                       |

|  |  |  |  |